# Ludwig Baumgartner
Pour les articles homonymes, voir Baumgartner.
Ludwig Baumgartner, né le 9 novembre 1909 à Nersingen et mort en 1953, était un soldat SS au camp d'Auschwitz, et adjudant du commandant, SS-Obersturmbannführer.

## Biographie
Il est né en 1909, à la fin de sa scolarité il devient commis de banque et en 1931 il est employé dans la Banque commerciale d'Ulm. En février 1932, il rejoint la SS avec le numéro de membre 257276 et à la NSDAP avec le numéro de membre 1497067.
En 1933 il rentre au service du camp de concentration de Dachau. En 1934, il travaille au camp de concentration d'Oranienburg, puis au camp de concentration de Sachsenhausen. En 1940, il travaille au camp de concentration de Flossenbürg où il devient adjoint au commandant du camp. En 1941, il atteint le grade de premier lieutenant SS.
En mars 1943, il est envoyé à Auschwitz jusqu'au 22 novembre 1943, il est adjoint du commandant du camp Rudolf Höß. Ses responsabilités comprenaient, entre autres, « L'organisation des transports et des d'arrivées ».
En 1943, il est envoyé au camp de concentration de Flossenbürg où il est l'adjoint au commandant du camp. En mars 1944, il est officier responsable du camp de concentration de Flossenbürg. Il a appliqué des marches de la mort aux prisonniers du camp de concentration de Flossenbürg.
Il a disparu en avril 1945.